# Deception-Plateau
Das Deception-Plateau ist ein hoch gelegenes und eisbedecktes Hochplateau von 17,5 km Länge und 10 km Breite im ostantarktischen Viktorialand. Es wird begrenzt durch Aviator-Gletscher, den Pilot-Gletscher und Mount Overlord.
Die Südgruppe der New Zealand Geological Survey Antarctic Expedition (1961–1962) benannte das Plateau nach seiner aus der Entfernung trügerisch (englisch: deceptive) kleinen Erscheinung.